# Taking Tiger Mountain (By Strategy)
Taking Tiger Mountain (By Strategy) (dt. Mit taktischem Geschick den Tigerberg erobern) ist das zweite Soloalbum von Brian Eno, das von Island Records im November 1974 veröffentlicht wurde. Im Gegensatz zu seinem vorherigen Album Here Come the Warm Jets nutzte Eno eine Kernband mit fünf Stammmusikern und weniger Gastmusikern. Während der gleichen Periode produzierte Eno Robert Calverts Album Lucky Leif and the Longships. Die meisten Musiker spielten auf beiden Alben, darunter auch der Gitarrist und Co-Texter Phil Manzanera, der mit Eno schon bei Roxy Music zusammen spielte. Für den kreativen Prozess der Produktion des Albums entwickelte Eno zusammen mit Peter Schmidt ein Kartenset mit Anweisungen, sogenannte Oblique Strategies (dt. Schräge Strategien).
Taking Tiger Mountain (By Strategy) ist ein loses Konzeptalbum mit Themen von Spionage bis zur chinesischen kommunistischen Revolution. Die Musik des Albums ist peppig mit einem schwankenden Sound und dunklen Texten. Das Album war weder in den Vereinigten Staaten noch in England in den Charts, erregte aber großes Interesse in der Rockpresse.

## Produktion
Das Album war inspiriert durch eine Serie von Postkarten über die chinesische Modelloper mit dem Titel Taking Tiger Mountain by Strategy („Mit taktischem Geschick den Tigerberg erobert“). Eno beschrieben sein Verständnis des Titels als Bezugnahme auf

the dichotomy between the archaic and the progressive. Half Taking Tiger Mountain – that Middle Ages physical feel of storming a military position – and half (By Strategy) – that very, very 20th-century mental concept of a tactical interaction of systems

„die Gegensätzlichkeit zwischen dem Archaischen und dem Progressiven. Halb „den Tigerberg erobern“, das mittelalterliche, körperliche Gefühl der Erstürmung einer militärischen Stellung – und halb „durch Strategie“, das sehr, sehr dem zwanzigsten Jahrhundert entsprechende Mentalkonzept eines taktischen Zusammenspiels von Systemen.“

Eno und sein Freund Peter Schmidt entwickelten für die Aufnahmen sogenannte Oblique Strategies, ein Deck von Karten, wobei jede Karte einen Aphorismus oder Strategie beinhaltet, die Künstlern helfen soll, kreative Blockaden zu beseitigen, indem sie zum Querdenken anregen. Mit diesen Karten wurde während der Aufnahme des Albums die jeweils nächste Aktion ausgelöst (etwa „sei dreckig“ oder „lass Dir Deinen Nacken massieren“).
Eno und Schmidt, die die Worte auf dem Album als Ausdruck eines „idiotischen Glücksgefühls“ beschrieben, dehnten die Oblique Strategies schließlich auf über 100 „worthwhile dilemas“ (dt. „erstrebenswerte Dilemmata“) aus, die beinahe in allen zukünftigen Aufnahmen und Produktionen angewendet wurden. Schmidt entwarf auch das Albumcover, das aus vier Drucken seiner Edition von über fünfzehnhundert einzigartigen Lithografien stammt sowie aus Polaroidaufnahmen von Eno, die auf den Liner Notes Lorenz Zatecky zugeschrieben werden.
Phil Manzanera, der mit Eno schon bei Roxy Music zusammen gespielt hatte, äußerte sich positiv über die Erfahrungen während der Aufnahme.

“...just doing anything we felt like doing at the time. The engineer we used, Rhett Davies, also did Diamond Head and 801 Live and Quiet Sun, so it was like family. There was a lot of experimenting and a lot of hours spent with Brian Eno, me, and Rhett in the control room doing all the things that eventually evolved into those cards, the Oblique Strategies, and it was just a lot of fun.”

„...wir taten nur das, was wir zu der Zeit tun wollten. Der Ingenieur, den wir nutzten, Rhett Davies, nahm auch schon Diamond Head und 801 Live und Quiet Sun auf, es war wie eine Familie. Es gab eine Menge zu experimentieren und viele Stunden verbrachten Brian Eno, ich und Rhett im Studio, um all die Dinge zu tun, aus denen sich schließlich diese Karten entwickelten, die Oblique Strategies, und es war eine Menge Spaß.“

Anders als auf den vorherigen Album, Here Come the Warm Jets, arbeitete Eno mit einer Kerngruppe von Musikern. Die Gruppe bestand aus Manzanera von Roxy Music, Brian Turrington und Freddie Smith von The Winkies und dem früheren Sänger von Soft Machine, Robert Wyatt. Verschiedene Gastmusiker spielten auf ausgewählten Stücken des Albums, darunter Andy Mackay von Roxy Music, und das Portsmouth Sinfonia, ein Orchester, in dem Eno einst Klarinette gespielt hatte. Das Orchester vertrat die Philosophie, dass jeder dem Orchester beitreten konnte, solange er keinerlei Erfahrung mit dem Instrument hatte, das er im Orchester spielen wollte. Mit dem Auftritt von Phil Collins revanchierte sich Genesis für Enos Hilfe bei der Aufnahme von The Lamb Lies Down on Broadway.

## Stil
Der Sound des Albums wurde als peppiger und vergnügter als das vorherige Album beschrieben während die Texte eher düstere Themen zum Inhalt hatten. Die Texte wurden als bemerkenswert gebildet und humorvoll mit schnellen, feurigen, teilweise exzentrischen Reimen und mitleidslosen Aussagen.
Eno kreierte die Texte, indem er die instrumentalen Tracks abspielte, dazu Unsinnssilben sang, diese zu richtigen Wörtern und Ausdrücken mit Sinn umformte. Der Bezug zu China erscheint in den Stücken Burning Airlines Give You So Much More, China My China und Taking Tiger Mountain. Steve Huey beschrieb bei AllMusic das Album durch diese so zusammengefassten Themen als

“It’s a loose concept album -- often inscrutable, but still playful -- about espionage, the Chinese Communist revolution, and dream associations...”

„Es ist ein loses Konzeptalbum, oft rätselhaft, aber doch spielbar, über Spionage, die chinesische kommunistische Revolution und Traumassoziationen…“

Auf die politischen Themen in den Texten und im Albumtitel angesprochen, erklärte Eno, er sei

“not Maoist or anything like that; if anything I’m anti-Maoist.”

„kein Maoist oder irgend so etwas; wenn überhaupt, bin ich Anti-Maoist.“

Das Album befasst sich mit verschiedenen esoterischen Themen. Burning Airlines Give You So Much More basiert auf dem den Unfall des Turkish-Airlines-Flug 981, einem der bis dahin schwersten Unfälle der Geschichte. The Fat Lady of Limbourg, Eno nannte das Stück einen Burroughs-type song, ist ein Stück über eine psychiatrische Anstalt in belgischen Limbourg. The Great Pretender beschreibt die Vergewaltigung einer Vororthausfrau durch eine durchdrehende Maschine. Das Stück Third Uncle wird als ein früher Vorläufer des Punkrock angesehen.

## Titelliste
Bis auf die gekennzeichneten Ausnahmen stammen alle Songs aus der Feder von Brian Eno.
Seite A
1. Burning Airlines Give You so Much More – 3:17
2. Back in Judy’s Jungle – 5:15
3. The Fat Lady of Limbourg – 5:05
4. Mother Whale Eyeless – 5:45
5. The Great Pretender – 5:11
Seite B
6. Third Uncle (Brian Eno / Arrangement: Brian Turrington) – 4:47
7. Put a Straw Under Baby – 3:25
8. The True Wheel (Eno, Phil Manzanera) – 5:11
9. China My China – 4:44
10. Taking Tiger Mountain – 5:32

## Rezeption
Das Album wurde bei Veröffentlichung von den Kritikern überwiegend positiv beurteilt. Robert Christgau vom Village Voice gab dem Album die Note A-. Er schrieb über das Album:

“Every cut on this clear, consistent, elusive album affords distinct present pleasure. Admittedly, when they’re over they’re over— you don’t flash on them the way you do on Cindy Tells Me and Baby’s on Fire. But that’s just his way of being modest.”

„Jedes Stück auf diesem klaren, konsistenten, schwer fassbaren Album bietet ein eindeutiges Vergnügen. Zugegeben, wenn sie vorbei sind, sind sie vorbei – du fährst nicht auf sie ab wie auf Cindy Tells Me und Baby’s on Fire. Aber das ist nur seine Art, bescheiden zu sein.“

Der Kritiker Ed Naha gab dem Album in der Zeitschrift Crawdaddy eine negative Bewertung.

“Much of the Wonderlandish magic found on Eno’s first LP is lost on this rocky terrain, being replaced by a dull, repetitive aura that is annoying as all hell.”

„Vieles der wunderländischen Magie, die man auf Eno’s ersten LP gefunden hat, ging auf diesem steinigen Terrain verloren, ersetzt durch eine dumpfe, sich wiederholende Aura, die zu Tode nervt.“

Retrospektiv wird das Album durchweg positiv rezensiert.